# Ministère de la Défense (Azerbaïdjan)
Pour les articles homonymes, voir Ministère de la Défense.

Le ministère de la Défense de la république d'Azerbaïdjan

Le ministère de la Défense de la république d'Azerbaïdjan (en azéri: Azərbaycan Respublikasının Müdafiə Nazirliyi) est le ministère azerbaïdjanais associé à l'armée azerbaïdjanaise. 

## Informations générales
Le ministère est responsable de la défense de l'Azerbaïdjan contre les menaces extérieures, de la préservation de son intégrité territoriale et de la guerre au nom de l'Azerbaïdjan (par exemple, la contribution azerbaïdjanaise à la guerre contre le terrorisme en Afghanistan et en Irak) et la surveillance du secteur azerbaïdjanais de la mer Caspienne et de l'espace aérien. Le ministre de la Défense est nommé et démis de ses fonctions par le commandant en chef des forces armées azerbaïdjanaises, président de l’Azerbaïdjan. 
Le ministre de la Défense actuel est Zakir Hassanov,.

## Histoire
Le premier ministre de la république démocratique d'Azerbaïdjan était le général Khosrov bey Soultanov, nommé ministre du premier gouvernement le 28 mai 1918. Conformément au plan d'action approuvé par le Parlement sur la formation de l'armée, des structures et des divisions importantes devaient être établies avant le 1er novembre 1919. Dans le délai imparti, la division d’artillerie, deux divisions d’infanterie composées de trois régiments, des pelotons de télégraphe, de cavalerie et de mitrailleuse spéciaux, des bataillons de chemin de fer devaient être créés. Une autre priorité du gouvernement de la république démocratique d'Azerbaïdjan était d'établir le ministère de la Défense.
Le ministère de la Défense de la république démocratique d'Azerbaïdjan a été créé par décision du 23 octobre 1918. La décision a été officialisée le 7 novembre de cette année. Après la formalisation de la décision, Fatali khan Khoyski a été nommé ministre de la Défense. Le 26 décembre 1918, le lieutenant général de l'artillerie russe Samad bey Mehmandarov a pris ses fonctions. Le lieutenant-général Aliagha Chikhlinski a nommé son adjoint et le lieutenant général Suleyman Chulkevitch au poste de chef de l'état-major général. Le ministère de la Défense ayant été officiellement dissous à la suite de la soviétisation de l'Azerbaïdjan en 1920, ses fonctions ont été déléguées au Commissariat militaire du peuple et les bolcheviks ont exécuté 15 des 21 généraux de l'armée azerbaïdjanaise. 
Au milieu de la dissolution de l'Union soviétique et de l'agitation politique en Azerbaïdjan à la fin des années 1980, l'armée azerbaïdjanaise a joué un rôle important dans la lutte pour le maintien du pouvoir. 
Le ministère de la Défense a été créé le 5 septembre 1991 à la suite d'une résolution du Conseil supérieur de la république d'Azerbaïdjan. Un mois plus tard, le 9 octobre de la même année, les forces armées de l’Azerbaïdjan ont été créées.

## Structure

### Centre des opérations de cybersécurité
L'ouverture du Centre des opérations de cybersécurité de la Direction générale des communications, des technologies de l'information et de la cybersécurité du ministère de la Défense, qui mènera des activités d'enquête numérique, suivra et gérera les systèmes TIC et de contrôle de commande, détectera les menaces, etc. a eu lieu, le 5 juillet 2022.

## Coopération militaire internationale
Les principales orientations de la coopération militaire internationale:
- Coopération bilatérale et multilatérale avec les pays de la région et en dehors de la région;
- Coopération avec les structures euro-atlantiques;
- Coopération avec des organisations internationales et des complexes industriels de défense de pays étrangers;
- Coopération militaire, politico-militaire et technique militaire pour améliorer le système de sécurité militaire;
- Étudier de nouveaux programmes et mécanismes
- Élargir la participation aux activités d'inspection énoncées dans le Document de Vienne 2011 "Mesures de confiance et de sécurité" et au Traité de 1990 "sur les forces armées conventionnelles en Europe";
- Élargir les activités liées à la prévention des crises et à la gestion des conflits armés, ainsi que la résolution et l’élimination de leurs conséquences, en mettant l’accent sur la lutte contre le terrorisme international, la prolifération des armes nucléaires et autres armes de destruction massive, les défis mondiaux modernes et les menaces découlant des opérations militaires;
- Élargissement de la portée des activités liées au respect des engagements et obligations découlant de la coopération avec des organisations internationales et des organisations militaires de pays étrangers dans le domaine de la coopération militaire internationale;
- Offrir une formation plus efficace au personnel et aux unités militaires, dont la participation aux opérations de maintien de la paix est prévue, étudier l'expérience internationale et les capacités d'application pour contribuer à améliorer le niveau de formation au combat et sa compatibilité[3].

### Coopération avec l'OSCE
Le Ministère de la défense de la république d'Azerbaïdjan soutient le bureau du représentant personnel du président en exercice de l'OSCE pour mener des exercices de surveillance du cessez-le-feu sur la ligne de front des forces armées d'Arménie et d'Azerbaïdjan et à la frontière.

### Coopération avec l'OTAN
La république d'Azerbaïdjan a adhéré au Programme de partenariat pour la paix  dirigé par l'OTAN le 4 mai 1994, le processus de planification et d'examen de l'OTAN en 1996. L'Azerbaïdjan a adhéré au programme d'entraînement et d'éducation militaire de l'OTAN des sergents des forces armées de la république d'Azerbaïdjan, des programmes de formation pour les officiers subalternes et l'inclusion du sujet "Stratégie et planification de la défense" dans le programme éducatif de l'Académie des forces armées en tant que nouveau module. L’Azerbaïdjan est devenu un bon partenaire pour les opérations dirigées par l’OTAN au Kosovo et en Afghanistan et continue de contribuer à la mission de l’Alliance en Afghanistan en déployant ses forces de maintien de la paix dans ce pays. En outre, sur les conseils de l’OTAN, l’Azerbaïdjan a élaboré des documents stratégiques sur la défense et la sécurité, ainsi que des améliorations dans cette direction. En outre, l'OTAN et l'Azerbaïdjan coopèrent pour réorganiser les unités conformément aux normes de l'OTAN et pour développer les capacités de contrôle et de commandement de tous les services armés.

## Ministres de la défense de l'Azerbaïdjan

### République démocratique d'Azerbaïdjan
- Général Khosrov bey Sultanov (27 mai 1918 - 11 juin 1918)
- Fatali Khan Khoyski (18 novembre 1918 - 25 décembre 1918)
- Samad bey Mehmandarov (25 décembre 1918 - 1er avril 1920)[3]

### République d'Azerbaïdjan
- Lieutenant-général Valeh Barchadly (5 septembre 1991 - 11 décembre 1991)
- Major général Tadjaddin Mehdiyev (11 décembre 1991 - 17 février 1992)
- Chahin Moussayev (17 février 1992 - 24 février 1992)
- Tahir Aliyev (24 février 1992 - 16 mars 1992)
- Rahim Gaziyev (17 mars 1992 - 20 février 1993)
- Major général Dadach Rzayev (21 février 1993 - 17 juin 1993)
- Colonel général Safar Abiyev (par intérim) (17 juin 1993 - 20 août 1993)
- Major général Vahid Moussayev (par intérim) (août 1993 - 25 août 1993)
- Lieutenant général Mammadrafi Mammadov (2 septembre 1993 - 6 février 1995)
- Colonel général Safar Abiyev (6 février 1995 - 28 octobre 2013)
- Le colonel général Zakir Hassanov (depuis le 22 octobre 2013)[3],[4]